# Juanmi Callejón
Juan Miguel Callejón Bueno (Motril, Granada, 11 de febrero de 1987), conocido como Juanmi, es un futbolista español que juega de centrocampista en el C. D. Extremadura del Grupo XIV de la Tercera Federación. Es hermano gemelo del también futbolista José Callejón.

## Trayectoria
En la temporada 2006-07 jugó 33 partidos y anotó ocho tantos para el Real Madrid C. En marzo de 2007 hizo su debut en el equipo B del club. En 2007-08 jugó con el Real Madrid B en Segunda División B junto con su hermano José María.
En el verano de 2008 hizo la pretemporada con el primer equipo blanco. El 11 de agosto de ese año, Callejón firmó un contrato de cuatro años, con el R. C. D. Mallorca, dejando el Real Madrid en la misma ventana de transferencia como su hermano gemelo. El Mallorca se quedó con el 75% de los derechos del jugador. El 24 de julio de 2009 firmó por el Albacete Balompié en calidad de cedido. En junio de 2010, al acabar la temporada, volvió a su club de origen. Al no contar en los planes de Laudrup, firmó con el Córdoba C. F. una vez resolvió su situación con el Mallorca, para disputar la temporada 2010-11 en la división de plata.
El 4 de julio de 2011 el Hércules C. F. confirmó su fichaje de para las dos próximas temporadas. El 30 de enero de 2013 rescindió el contrato que le unía con el club y puso fin a una etapa de año y medio de duración en el club alicantino.
El Hércules ya quiso prescindir de él, antes de que arrancara la temporada y al que, pese a disfrutar de minutos a lo largo de la Liga, le había comunicado en repetidas ocasiones que no contaban con él. Tuvo que pagar 120.000 € que era el 50% de la ficha de Callejón para rescindir su contrato para poner rumbo a Grecia para fichar por un año y medio por el Levadiakos.
Jugó en el Club Bolívar de Bolivia. Donde llegó primero a disputar la Copa Bolivia donde logró salir campeón con el Club Bolívar. Al Año siguiente participó en la Copa Libertadores 2014 con el elenco boliviano, siendo pieza fundamental en aquel certamen llegando hasta las semifinales (por segunda vez en la historia del Bolívar) siendo eliminado por San Lorenzo de Almagro. Finalizó el torneo continental con 4 goles convertidos. El mes de diciembre de 2014 el jugador salió campeón en el Torneo Boliviano "Apertura 2014" con su club, fue además el máximo goleador de su equipo y del torneo.
En el torneo clausura 2014-2015 logró su segundo campeonato liguero y tercero en el país saliendo segundo goleador con 8 goles. El Torneo Apertura 2015-16 salió de nuevo como segundo goleador de la liga con 13 goles anotados. 
El jugador ibérico tiene la opción de quedarse en el Club Bolívar o buscar una nueva experiencia en América del Norte (en México) por el equipo Pumas UNAM y es pretendido por otros clubes de América y Europa. Recordemos que con el Club Bolívar su pase aumentó aproximadamente de 8 a 10 millones de dólares americanos según en el mercado de jugadores mundial, ya que Callejón está entre los mejores del fútbol Sudamericano.
En 2017, el jugador se marcha de Bolivia para llegar a Arabia Saudita, tras aceptar la propuesta de Al-Ettifaq.
Callejón, marcó 73 goles en 164 partidos con la camiseta de Bolívar, desde que recaló en 2013 convirtiéndose en un referente para la hinchada del Club Bolívar.
El 15 de enero de 2018, regresa al Club Bolívar después de su experiencia en el Al-Ettifaq saudí. Un año después de su marcha retorna a la Liga Boliviana para liderar al equipo con el que fue tres veces campeón del torneo boliviano.
El 2 de agosto de 2018 anotó su gol 100 como profesional jugando en Bolívar en un partido válido por la Copa Sudamericana en el arco sur del Estadio Hernando Siles frente al Deportivo Cali al minuto 81' del encuentro.
En sus seis temporadas en el equipo boliviano anotó 131 goles en 259 partidos oficiales y disputó en varias ocasiones la Copa Libertadores.
El 7 de enero de 2020 regresó a España y firmó por el Marbella F. C. de la Segunda División B. Estuvo una temporada y el 18 de julio de 2021 llegó al San Fernando Club Deportivo de la Primera División RFEF.
En la temporada 2023-24, firma por el Orihuela CF de la Segunda División RFEF donde jugaría 39 encuentros y lograría anotar 11 goles.
El 27 de julio de 2024 el C. D. Extremadura 1924 de la Tercera Federación anunciaría la llegada del futbolista andaluz.

## Clubes
| Club                       | País           | Año         |
| -------------------------- | -------------- | ----------- |
| Real Madrid C. F. "C"      | España         | 2006-2007   |
| Real Madrid Castilla C. F. | España         | 2007-2008   |
| R. C. D. Mallorca          | España         | 2008-2009   |
| Albacete Balompié          | España         | 2009-2010   |
| Córdoba C. F.              | España         | 2010-2011   |
| Hércules C. F.             | España         | 2011-2013   |
| Levadiakos                 | Grecia         | 2013        |
| Club Bolívar               | Bolivia        | 2013-2017   |
| Al-Ettifaq                 | Arabia Saudita | 2017-2018   |
| Club Bolívar               | Bolivia        | 2018 - 2019 |
| Marbella F. C.             | España         | 2020-2021   |
| San Fernando C. D.         | España         | 2021-2023   |
| Orihuela C. F.             | España         | 2023-2024   |
| C. D. Extremadura          | España         | 2024-       |

## Estadísticas
Actualizado al último partido jugado el 27 de abril de 2025.
| Club                          | Div.          | Temporada     | Liga  | Liga  | Copa nacional | Copa nacional | Copa internacional | Copa internacional | Total | Total | Media goleadora |
| Club                          | Div.          | Temporada     | Part. | Goles | Part.         | Goles         | Part.              | Goles              | Part. | Goles | Media goleadora |
| ----------------------------- | ------------- | ------------- | ----- | ----- | ------------- | ------------- | ------------------ | ------------------ | ----- | ----- | --------------- |
| Real Madrid Castilla · España |               |               |       |       |               |               |                    |                    |       |       |                 |
| 2.ª                           | 2006-07       | 1             | 0     | -     | -             | -             | -                  | 1                  | 0     | 0,00  |                 |
| 2.ªB                          | 2007-08       | 34            | 8     | -     | -             | -             | -                  | 34                 | 8     | 0,23  |                 |
| Total club                    | Total club    | 35            | 8     | -     | -             | -             | -                  | 35                 | 8     | 0,22  |                 |
| R. C. D. Mallorca · España    |               |               |       |       |               |               |                    |                    |       |       |                 |
| 1.ª                           | 2008-09       | 1             | 0     | -     | -             | -             | -                  | 1                  | 0     | 0,00  |                 |
| Total club                    | Total club    | 1             | 0     | -     | -             | -             | -                  | 1                  | 0     | 0,00  |                 |
| Albacete Balompié · España    |               |               |       |       |               |               |                    |                    |       |       |                 |
| 2.ª                           | 2009-10       | 29            | 1     | -     | -             | -             | -                  | 29                 | 1     | 0,03  |                 |
| Total club                    | Total club    | 29            | 1     | -     | -             | -             | -                  | 29                 | 1     | 0,03  |                 |
| Córdoba C. F. · España        |               |               |       |       |               |               |                    |                    |       |       |                 |
| 2.ª                           | 2010-11       | 33            | 4     | 6     | 0             | -             | -                  | 39                 | 4     | 0,10  |                 |
| Total club                    | Total club    | 33            | 4     | 6     | 0             | -             | -                  | 39                 | 4     | 0,10  |                 |
| Hércules C. F. · España       |               |               |       |       |               |               |                    |                    |       |       |                 |
| 2.ª                           | 2011-12       | 14            | 1     | -     | -             | -             | -                  | 14                 | 1     | 0,07  |                 |
| 2.ª                           | 2012-13       | 11            | 0     | 1     | 0             | -             | -                  | 12                 | 0     | 0,00  |                 |
| Total club                    | Total club    | 25            | 1     | 1     | 0             | -             | -                  | 26                 | 1     | 0,03  |                 |
| Levadiakos · Grecia           |               |               |       |       |               |               |                    |                    |       |       |                 |
| 1.ª                           | 2012-13       | 10            | 0     | 2     | 0             | -             | -                  | 12                 | 0     | 0,00  |                 |
| Total club                    | Total club    | 10            | 0     | 2     | 0             | -             | -                  | 12                 | 0     | 0,00  |                 |
| Al-Ettifaq Arabia Saudita     |               |               |       |       |               |               |                    |                    |       |       |                 |
| 1.ª                           | 2016-17       | 11            | 1     | 2     | 0             | -             | -                  | 13                 | 1     | 0,07  |                 |
| 1.ª                           | 2017-18       | 13            | 1     | -     | -             | -             | -                  | 13                 | 1     | 0,07  |                 |
| Total club                    | Total club    | 24            | 2     | 2     | 0             | -             | -                  | 26                 | 2     | 0,07  |                 |
| Club Bolívar · Bolivia        | 1.ª           | 2013-14       | 39    | 10    | -             | -             | 12                 | 4                  | 51    | 14    | 0,27            |
| Club Bolívar · Bolivia        | 1.ª           | 2014-15       | 40    | 23    | -             | -             | -                  | -                  | 40    | 23    | 0,57            |
| Club Bolívar · Bolivia        | 1.ª           | 2015-16       | 42    | 19    | -             | -             | 8                  | 1                  | 50    | 20    | 0,40            |
| Club Bolívar · Bolivia        | 1.ª           | 2016-17       | 21    | 15    | -             | -             | 3                  | 0                  | 24    | 15    | 0,62            |
| Club Bolívar · Bolivia        | 1.ª           | 2018          | 40    | 22    | -             | -             | 8                  | 3                  | 48    | 25    | 0,52            |
| Club Bolívar · Bolivia        | 1.ª           | 2019          | 45    | 34    | -             | -             | 1                  | 0                  | 46    | 34    | 0,73            |
| Club Bolívar · Bolivia        | Total club    | Total club    | 227   | 123   | -             | -             | 32                 | 8                  | 259   | 131   | 0,50            |
| Marbella FC · España          |               |               |       |       |               |               |                    |                    |       |       |                 |
| 2.ª B                         | 2019-20       | 10            | 0     | 1     | 0             | -             | -                  | 11                 | 0     | 0,00  |                 |
| 2.ª B                         | 2020-21       | 24            | 8     | 2     | 0             | -             | -                  | 26                 | 8     | 0,30  |                 |
| Total club                    | Total club    | 34            | 8     | 3     | 0             | -             | -                  | 37                 | 8     | 0,21  |                 |
| San Fernando CD · España      |               |               |       |       |               |               |                    |                    |       |       |                 |
| 1.ª RFEF                      | 2021-22       | 37            | 9     | 1     | 0             | -             | -                  | 38                 | 9     | 0,23  |                 |
| 1.ª RFEF                      | 2022-23       | 27            | 1     | -     | -             | -             | -                  | 27                 | 1     | 0,03  |                 |
| Total club                    | Total club    | 64            | 10    | 1     | 0             | -             | -                  | 65                 | 10    | 0,15  |                 |
| Orihuela CF · España          |               |               |       |       |               |               |                    |                    |       |       |                 |
| 2.ª F                         | 2023-24       | 37            | 11    | 2     | 0             | -             | -                  | 39                 | 11    | 0,28  |                 |
| Total club                    | Total club    | 37            | 11    | 2     | 0             | -             | -                  | 39                 | 11    | 0,28  |                 |
| C. D. Extremadura · España    |               |               |       |       |               |               |                    |                    |       |       |                 |
| 3.ª F                         | 2024-25       | 32            | 16    | 9     | 3             | -             | -                  | 41                 | 19    | 0,39  |                 |
| Total club                    | Total club    | 32            | 16    | 9     | 3             | -             | -                  | 41                 | 19    | 0,39  |                 |
| Total carrera                 | Total carrera | Total carrera | 561   | 184   | 26            | 3             | 32                 | 8                  | 619   | 195   | 0,31            |

### Tripletas
| Lista de partidos en los que anotó tres o más goles | Lista de partidos en los que anotó tres o más goles | Lista de partidos en los que anotó tres o más goles    | Lista de partidos en los que anotó tres o más goles    | Lista de partidos en los que anotó tres o más goles | Lista de partidos en los que anotó tres o más goles | Lista de partidos en los que anotó tres o más goles |
| N.º                                                 | Fecha                                               | Estadio                                                | Partido                                                | Goles                                               | Resultado                                           | Competición                                         |
| --------------------------------------------------- | --------------------------------------------------- | ------------------------------------------------------ | ------------------------------------------------------ | --------------------------------------------------- | --------------------------------------------------- | --------------------------------------------------- |
| 1                                                   | 30 de noviembre de 2014                             | Estadio Hernando Siles, La Paz, Bolivia                | Bolívar - Real Potosí                                  |                                                     | 6 - 1                                               | Apertura 2014-15                                    |
| 2                                                   | 18 de septiembre de 2016                            | Estadio Hernando Siles, La Paz, Bolivia                | Bolívar - Guabirá                                      |                                                     | 6 - 0                                               | Apertura 2016-17                                    |
| 3                                                   | 7 de octubre de 2018                                | Estadio Hernando Siles, La Paz, Bolivia                | Bolívar - Royal Pari                                   |                                                     | 7 - 5                                               | Clausura 2018                                       |
| 4                                                   | 18 de octubre de 2019                               | Estadio Hernando Siles, La Paz, Bolivia                | Bolívar - Guabirá                                      |                                                     | 7 - 2                                               | Clausura 2019                                       |
| 5                                                   | 6 de marzo de 2022                                  | Estadio Iberoamericano Bahía Sur, San Fernando, España | San Fernando Club Deportivo Isleño - Albacete Balompié |                                                     | 3 - 3                                               | Primera RFEF 2021-22                                |

## Palmarés

### Campeonatos nacionales
| Título             | Club              | País    | Año  |
| ------------------ | ----------------- | ------- | ---- |
| Torneo Apertura    | Club Bolívar      | Bolivia | 2014 |
| Torneo Clausura    | Club Bolívar      | Bolivia | 2015 |
| Torneo Apertura    | Club Bolívar      | Bolivia | 2019 |
| Copa Federación    | C. D. Extremadura | España  | 2024 |
| Tercera Federación | C. D. Extremadura | España  | 2025 |

### Distinciones individuales
| Distinción                                     | Año  |
| ---------------------------------------------- | ---- |
| Máximo goleador del Torneo Apertura (15 goles) | 2014 |
| Máximo goleador del Torneo Apertura (14 goles) | 2016 |